# Скривена тврђава
Скривена тврђава (енгл. The Hidden Fortress, јап. 隠し砦の三悪人,	романизовано: Kakushi toride no san akunin) је јапански филм из 1958. године, који је режирао Акира Куросава. Главне улоге: Тоширо Мифуне, Миса Уехара и Минору Чијаки.